# Ignaz Maybaum
Ignaz Maybaum (2. März 1897 in Wien, Österreich-Ungarn – 12. Juni 1976 in London) war ein deutsch-britischer Rabbiner.

## Leben
Ignaz Maybaum war das dritte von vier Kindern des Schneiders Meyer (Max) Moritz Maybaum und dessen Frau Josefine, geborene Kohn. Er war ein Neffe des Rabbiners Siegmund Maybaum. Im Oktober 1915 machte er vorzeitig sein Abitur. Danach war er bis 1918 Leutnant im Infanterieregiment der österreichischen Armee. Von 1918 bis 1919 war er Hörer an der Israelitisch-Theologischen Lehranstalt Wien. Ab 1919 studierte er an der Berliner Universität Philosophie und Kunstgeschichte, ab 1920 studierte er auch an der Hochschule für die Wissenschaft des Judentums. 1924 promoviert er mit Die beiden Formen des sittlichen Handelns und ihr Verhältnis zur Religion im System Schleiermachers. 1926 wurde er zum Rabbiner ordiniert. Er war von 1925 bis 1928 Rabbiner in Bingen, danach bis 1936 in Frankfurt (Oder) und bis zu seiner Flucht 1939 in Berlin-Wilmersdorf. Ab 1935 lehrte der Schüler von Franz Rosenzweig an der Hochschule für die Wissenschaft des Judentums und an der Jüdischen Lehrerbildungsanstalt in Berlin (hier Bibelexegese, Biblische Geschichte und Religionsphilosophie) in Berlin.
1935 wurde er wegen privater Äußerungen über Hitler denunziert und von der Gestapo verhaftet und war vom 18. Dezember 1935 bis zum 21. Januar 1936 im KZ Columbia inhaftiert. Im März 1939 emigrierte er mit seiner Frau Franziska (geborene Schor) und seinen zwei Kindern Michael (geboren 1929) und Alisa (geboren 1935) nach London. Hier blieb er zehn Jahre ohne rabbinische Anstellung, bis er 1949 Rabbiner der Edgware and District Reform Synagogue wurde. In der Zeit davor war er von 1941 bis 1945 Mitarbeiter im Hilfsprogramm für die Flüchtlingsjugend.
Von 1956 bis zum Beginn seines Ruhestands 1963 hielt er Vorlesungen in Homiletik und jüdischer Religion am Leo Baeck College. 1957 war er Gastdozent an der Johann Wolfgang Goethe-Universität Frankfurt am Main.
Er war im interreligiösen Dialog aktiv, zu seinen Studenten gehörte auch Nicholas de Lange.
Obwohl Maybaum viele verschiedene Betrachtungen zum Holocaust verfasste, ist er doch vor allem durch seine Ansicht bekannt geworden, die er anlässlich des Jom Kippur 1963 entwickelte, um die Worte gesera («schreckliche Fügung, strenges Urteil») und churban («Zerstörung»), die in der Liturgie dieses Tages eine Rolle spielen, zu erklären. Als erster churban gilt die Zerstörung der ersten (Salomonischen) Tempels, als zweiter churban die Zerstörung des Zweiten Tempels durch die Römer, als dritter churban die Auslöschung des europäischen Judentums unter den Nationalsozialisten. Der churban sei eine gesera, die sich im Endeffekt als messianisches Ereignis, als wichtige Weichenstellung in der Menschheitsgeschichte, erweisen könne. Hitler sei durch die Entwicklungsunfähigkeit der westlichen Welt hervorgebracht worden, in prophetischer Deutung als Gottes Werkzeug, analog zu Nebukadnezar (vgl. Jer 27,6) beim ersten churban, um eine sündige Welt zu reinigen. Die sechs Millionen Juden seien als unschuldige Opfer für die Sünden anderer gestorben. Damit brachte er die jüdischen Opfer in Verbindung zur Figur des «leidenden Gottesknechts» im Buch Jesaja, Kapitel 52 und 53. Diese Interpretation wurde kontrovers diskutiert und von den Gott-ist-tot-Theologen zurückgewiesen.
Ignaz Maybaums Mutter wurde 1942 in Minsk ermordet, seine Schwester Babette wurde am 14. Juni 1942 in Sobibor ermordet, Schwester Hermine wurde bereits 1940 ermordet.

## Gedenken

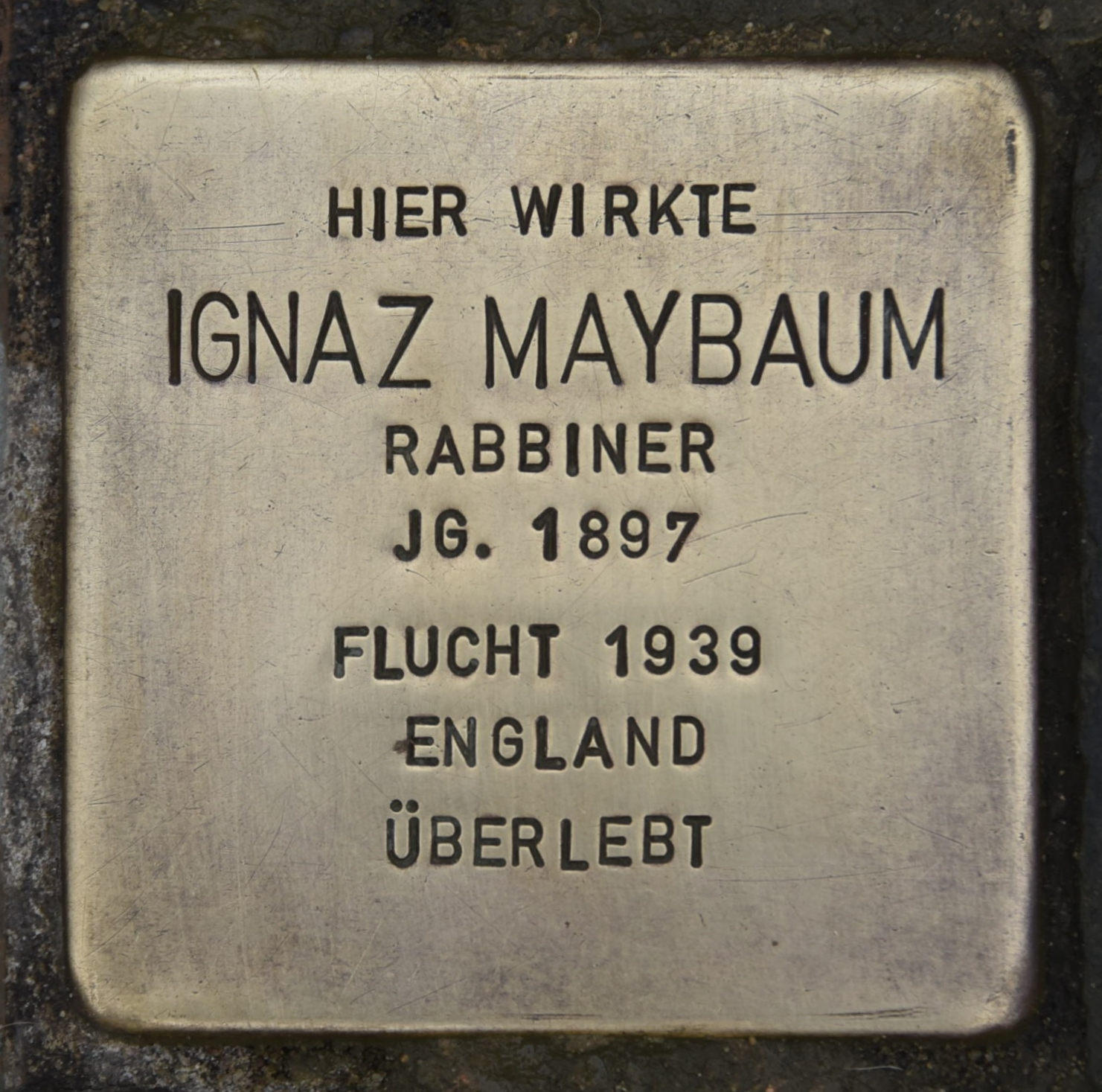
Stolperstein für Ignaz Maybaum in Frankfurt (Oder)

Am 21. März 2011 wurde in Frankfurt (Oder) ein Stolperstein für den Rabbiner Ignaz Maybaum verlegt. Die Inschrift lautet:
| HIER WIRKTE IGNAZ MAYBAUM RABBINER JG. 1897 FLUCHT 1939 ENGLAND ÜBERLEBT |

## Schriften (Auswahl)
- Creation and guilt. Vallentine, Mitchell, London 1969.
- The Face of God after Auschwitz. Polak & van Gennep, Amsterdam 1965.
- The Jewish mission. Clarke, London 1949.
- The Jewish Home, zus. mit L. V. Snowman. Clarke, London 1945.
- Synagogue and Society. Clarke, London 1944.
- Man and catastrophe. Allenson, London 1941.
- Neue Jugend und alter Glaube. Philo-Verl., Berlin 1936.
- Parteibefreites Judentum. Philo Verlag, Berlin 1935.
- Die beiden Formen des sittlichen Handelns und ihr Verhältnis zur Religion im System Schleiermachers (Dissertation)